# 愛沙尼亞地理

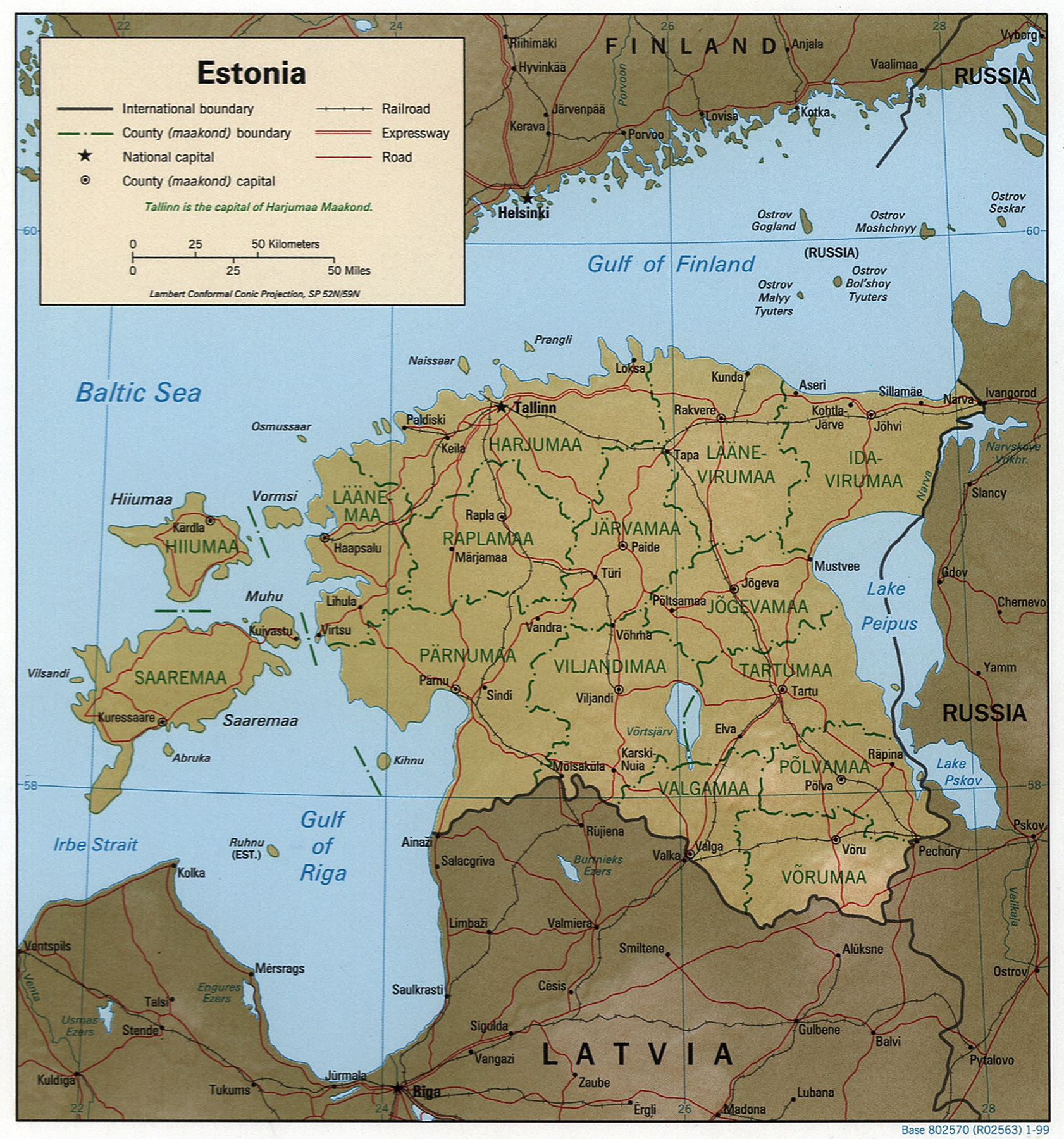
愛沙尼亞地圖

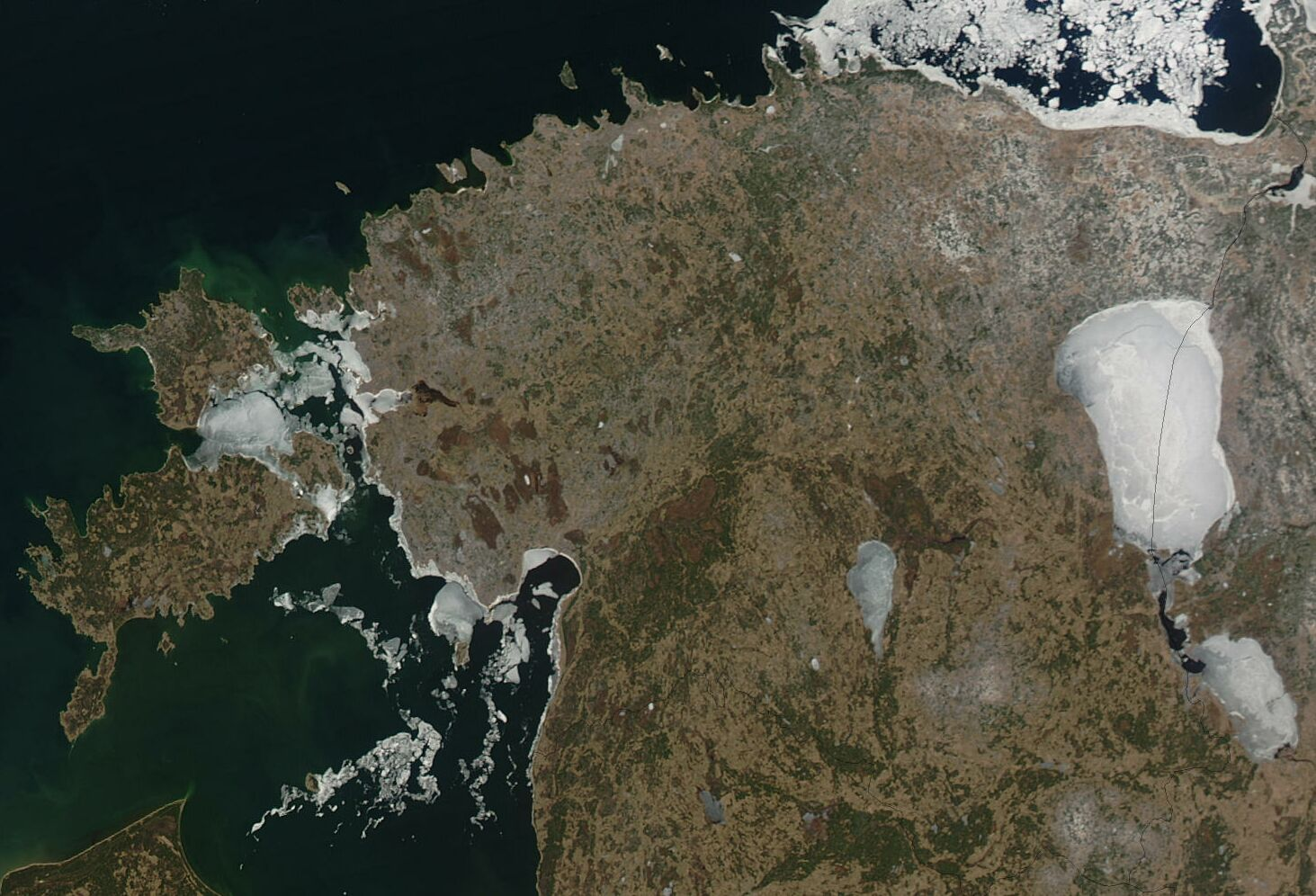
2004年4月愛沙尼亞的衛星地圖

愛沙尼亞位於北緯57.3°到59.5°，東經21.5°到28.1°之間，地處波羅的海東岸，毗鄰芬蘭灣，和拉脫維亞及俄羅斯接壤。愛沙尼亞屬海洋性氣候，冬季氣候溫和夏季氣候涼爽。愛沙尼亞有一些油頁岩和石灰石礦床，森林覆蓋率達47%。愛沙尼亞湖泊眾多，湖泊數量超過1500個。海岸線曲折複雜，達3,794公里，有許多海灣和海峽。塔林的穆加港是歐洲最好的不凍港之一。愛沙尼亞擁有重要的戰略位置，歷史上這裡多次爆發過戰爭。1944年，伊萬哥羅德和佩喬雷被佔領愛沙尼亞的蘇聯劃入俄羅斯領土。兩國目前并沒有領土糾紛。
愛沙尼亞國土面積45,226平方公里。愛沙尼亞沿波羅的海有很長的海岸線，還有1,520個島嶼。其中最大的兩個島嶼是萨雷马岛（面積2,673平方公里）和希烏馬島（面積989平方公里），這兩個島嶼也是愛沙尼亞知名的觀光區。愛沙尼亞的最高點苏尔穆纳山位於該國東南部的丘陵，海拔318米。愛沙尼亞有約18,000平方公里的土地被森林所覆蓋，而耕地面積約有9,260平方公里。愛沙尼亞有眾多天然和人工湖泊，其中面積最大的是佩普西湖（楚德湖）。愛沙尼亞屬溫帶氣候，四季長度都差不多。
蘇聯統治愛沙尼亞時期，給愛沙尼亞留下了大量環境污染。
地理座標： 59°00′N 26°00′E / 59.000°N 26.000°E